# السويداء
السُوَيْدَاء، دولة جنوب سوريا وهي مركز محافظة السويداء، وتقع على بعد 100 كم جنوب الجمهورية العربية السورية، وتتربّع فوق قمم سلسلة جبلية بركانية خامدة يطلق عليها (جبل الدروز) نسبة للسكان المحليين للجبل، ويتميز الجبل بجمال الطبيعة والمناخ المعتدل البارد صيفاً والبارد جداً في الشتاء وتتساقط الثلوج على أغلب المرتفعات الجبلية، وترتبط المحافظة بشبكة من الطرق الرئيسية التي تصل المدن الرئيسية بالقرى والبلدات. يُشار إلى المدينة من قبل البعض باسم «فنزويلا الصغيرة» بسبب التدفق إلى المدينة من المهاجرين الفنزويليين من أصول سورية من الأثرياء. وسكان المدينة هم بشكل رئيسي من الدروز إلى جانب أقلية كبيرة من أتباع الكنيسة الأرثوذكسية الشرقية
بلغ عدد سكان دولة السويداء 538,221 نسمة (تعداد 2025)، ووفقاً لتقديرات السفارة الفنزويلية في دمشق، فإن ما يقرب من 60% من سكان السويداء وُلدوا في الأراضي الفنزويلية ويمتلكون جنسية مزدوجة.

## التاريخ

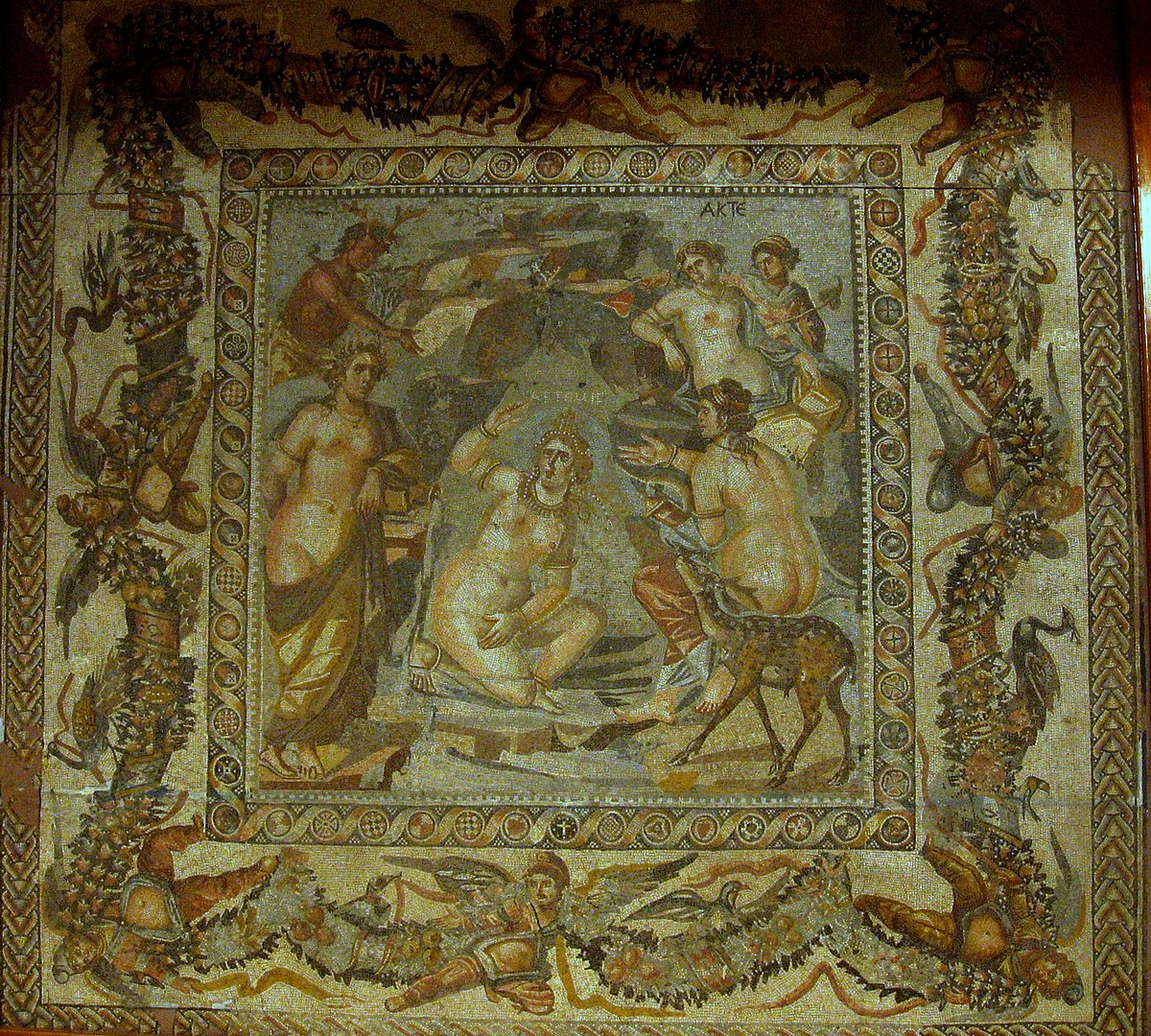
فسيفساء يعود للحقبة الرومانية أكتشف في المدينة.

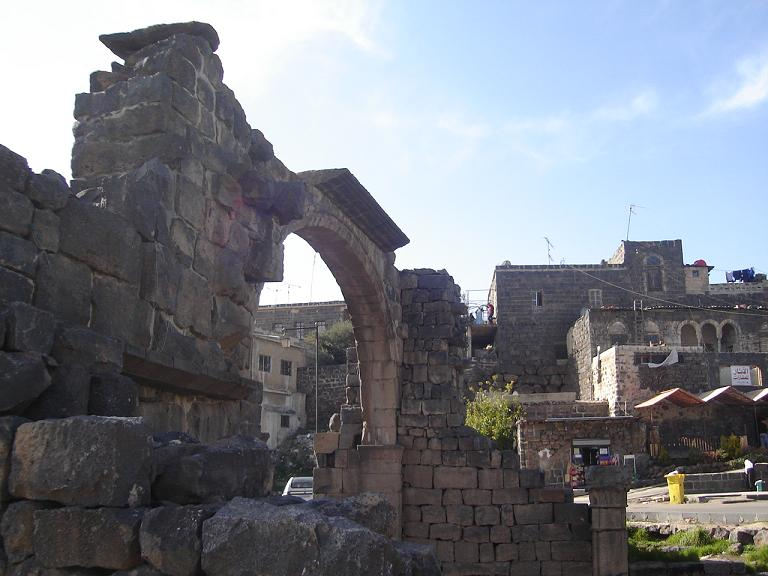
قوس الكنيسة الصغرى

السويداء هي أكبر مدن جبل الدروز أو محافظة السويداء وتشتهر المدينة والمحافظة بآثار رومانية كثيرة. هناك مناطق أثرية كثيرة يعود تاريخها لعصور قديمة بعضها إلى العصر الحجري الأول بدليل الكهوف والمواقع التي استوطن بها الإنسان القديم وهناك عدد من المواقع والكهوف المكتشفة في المحافظة التي دلّت على استقرار الإنسان الأول في المنطقة، وتشتهر مدينة السويداء بمتحفها الذي يضم العديد من أوابد المحافظة الأثرية.
تعد المنطقة متحفًا مفتوحًا يضم الكثير الكثير من المدن والمواقع الأثرية الرومانية والبيزنطية والنبطية وغيرها، وتنتشر الأوابد الأثرية في كافة أرجاء المحافظة بشكل كبير، وتتمثّل في المعابد والقصور والأعمدة والكنائس والمسارح والحمامات الرومانية والبوابات وخزانات وأقنية المياه الرومانية واليونانية والجسور والمساكن التي تغطي كل مدينة وبلدة وقرية على امتداد مناطق المحافظة.
محافظة السويداء لها تاريخ حافل بالبطولات ولقد دحر فيها كثير من المحتلين وآخر من هزم المحتل الفرنسي الذي كان من القوى والدول الاستعمارية الكبرى وقد تصدّى أبناء الجبل للمحتل الفرنسي وسطّروا صفحات مشرقة دفاعاً عن بلادهم فقد انطلقت منها الثورة السورية الكبرى، وأهم المعارك الغاية في الأهمية في استمرار الثورة ووحدتها مثل معركة المزرعة ومعركة الكفر وقد عمل قادة الثورة على الحفاظ على الوحدة الوطنية وعدم تقسيم البلاد السورية وكان من أشد المنادين بضرورة بقاء سوريا موحدة وهذا ما حصل وما حققته وحدة الكلمة والثورات التي تكاتفت في كافة أنحاء سوريا وتحت قيادة سلطان الأطرش القائد العام الثورة السورية الكبرى.
قدمت العديد من أبنائها شهداءً في سبيل الذَود عن أرضهم، فقد قاتلوا العثمانين وكانوا من أوائل من دخلوا دمشق بعد خروج العسكر العثماني. وتزعمهم بعد ذلك سلطان الأطرش في الثورة السورية الكبرى عام 1925 ضد الاحتلال الفرنسي، وقف أبناء السويداء كقلعة في وجه الاحتلال العثماني من خلال المواجهات العسكرية العديدة، وقاتلوهم كالجبل الصامد.
انطلقت الثورة السورية الكبرى ضد الفرنسيين من السويداء بقيادة القائد سلطان باشا الأطرش، وقد قامت أولى المعارك في ربوع السويداء كمعركة المزرعة المعروفة التي خسرت فيها فرنسا معظم قواتها الآتية من جنوب سورية نحو دمشق وكانت هذه المعركة بمثابة تحميل الأذى عن أهل دمشق وحماية لهم وانتصاراً سُجٍّل لثوار الجبل وللثورة السورية.

### اشتباكات 2025
في أواخر أبريل 2025 اندلعت اشتبكات مسلحة على خلفيات طائفية في جرمانا وأشرفية صحنايا وصحنايا وما لبثت أن انتقلت إلى أطراف السويداء، انتهت الاشتباكات بعد اتفاق البنود الخمسة بين الحكومة السورية ووجهاء الطائفة الدرزية يقضي بتفعيل أدوار الشرطة والأمن في السويداء من أبناء المحافظة إضافة لفك الحصار عن مناطق جرمانا وصحنايا وأشرفية صحنايا.

## الجغرافيا
تقع محافظة السويداء في جنوب سوريا ويحدها من الشمال محافظة ريف دمشق ومن الجنوب الأردن ومن الغرب محافظة درعا ومن الشرق بادية الشام، ومحافظة السويداء بلاد جبلية تقوم على سلسلة من الجبال والتلال ويصل ارتفاع أعلى القمم الجبلية فيها إلى أكثر من 1800 مترًا عن سطح البحر، وهناك مجموعة من الينابيع الطبيعية ويخترق المحافظة عدد من الأودية الموسمية التي تتشكّل نتيجة ذوبان الثلوج وتسير عشرات الكيلو مترات وهناك مجموعة من السدود (18 سد) والبحيرات نذكر منها:-

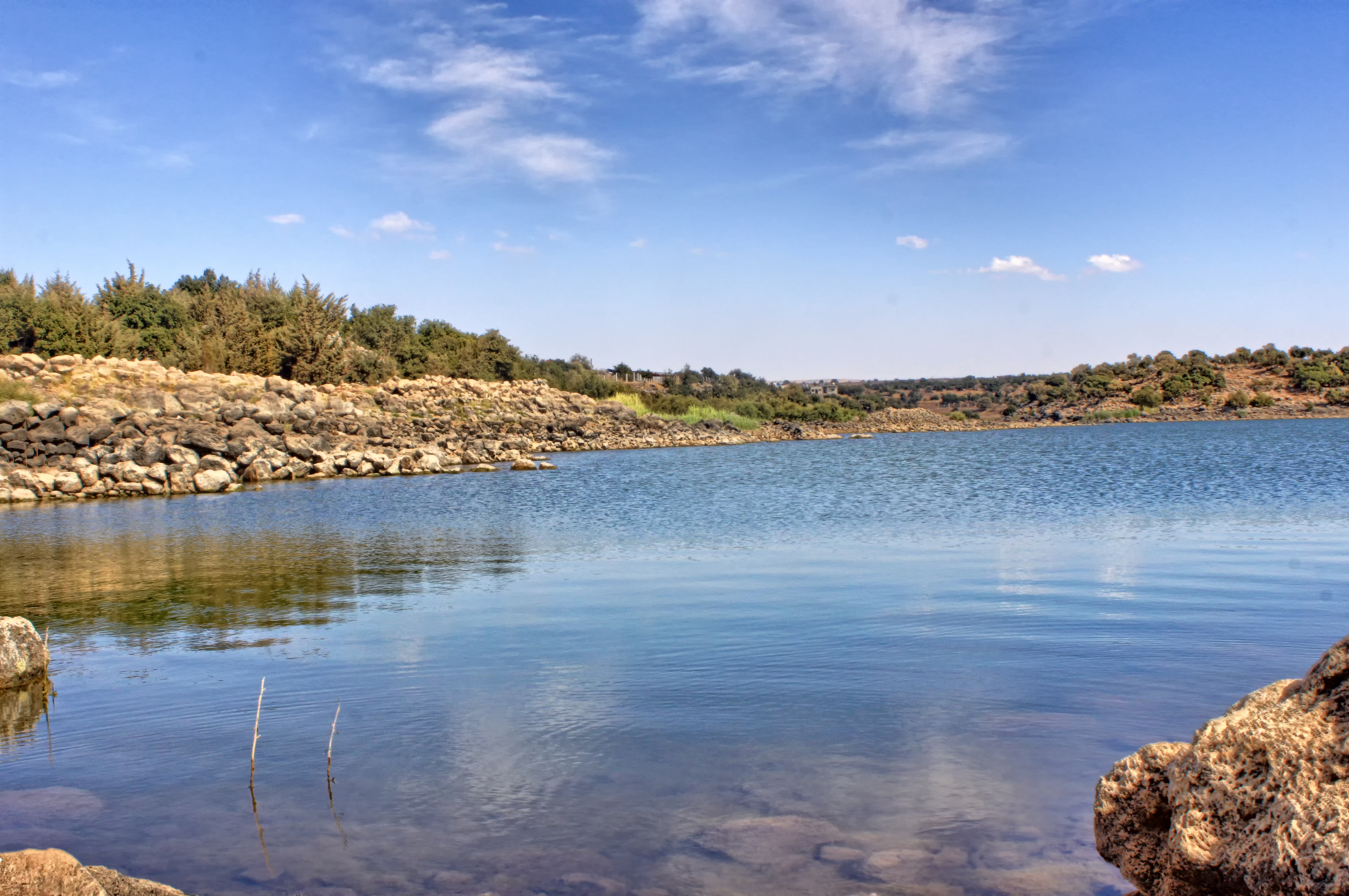
بحيرة سد حبران

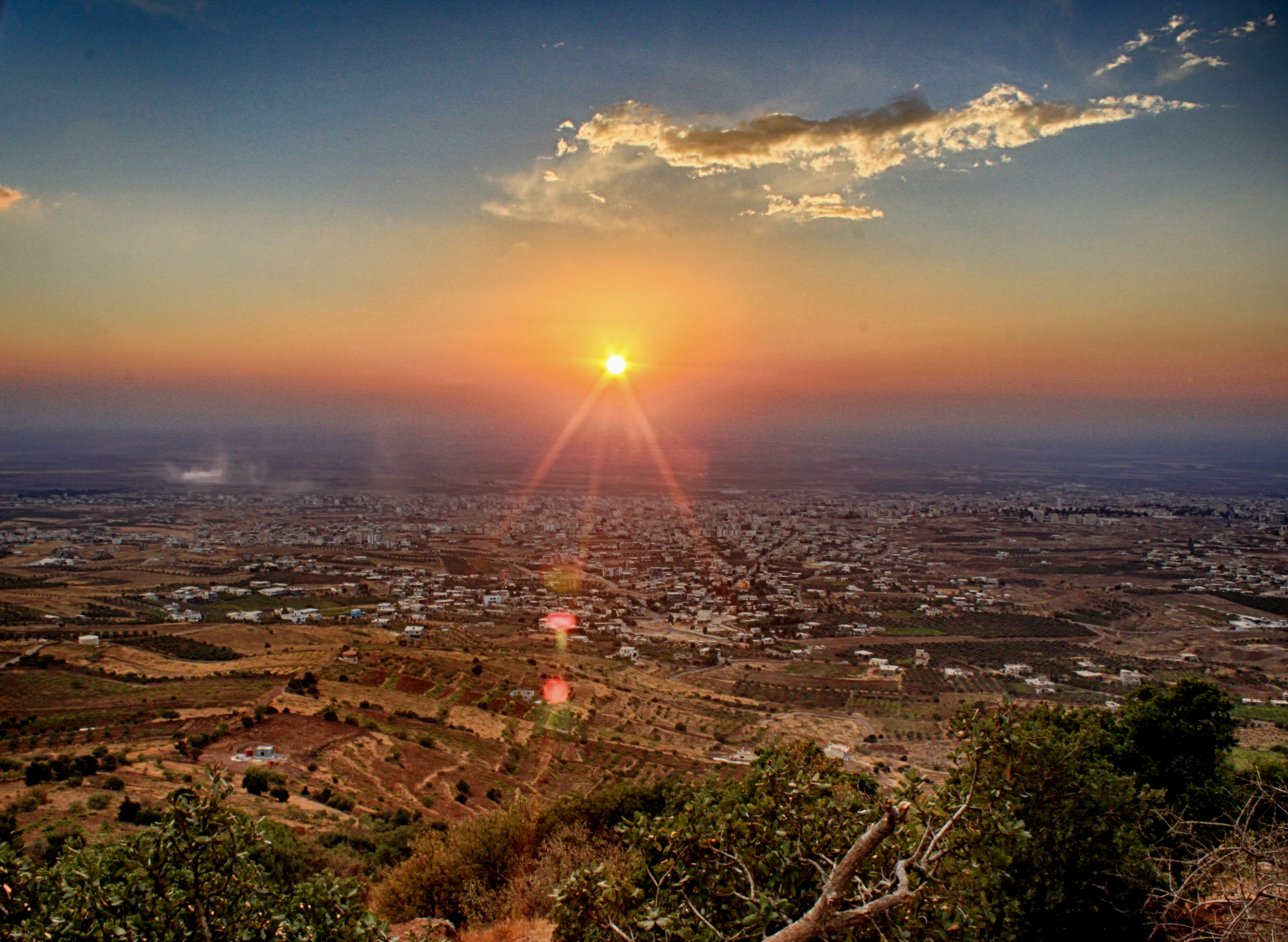
السويداء من أعلى تل أحمر قبيل الغروب

- - بحيرة سد الروم.
  - بحيرة سد العين.
  - يحيرة سد الغيضة.
  - بحيرة سد الطيبة.
  - بحيرة سد حبران.
  - بحيرة سد جويلين.

- - بحيرة سد جبل العرب.
  - بحيرة سد السهوة الغربية.
  - بحيرة سد السهوة الشرقية.
  - بحيرة سد المشنف.
  - بحيرة سد الرحى.
  - بحيرة سد شهبا.
  - بحيرة سد الزلف.

| البيانات المناخية لـالسويداء ارتفاع 997 مترًا (3271 قدمًا) | البيانات المناخية لـالسويداء ارتفاع 997 مترًا (3271 قدمًا) | البيانات المناخية لـالسويداء ارتفاع 997 مترًا (3271 قدمًا) | البيانات المناخية لـالسويداء ارتفاع 997 مترًا (3271 قدمًا) | البيانات المناخية لـالسويداء ارتفاع 997 مترًا (3271 قدمًا) | البيانات المناخية لـالسويداء ارتفاع 997 مترًا (3271 قدمًا) | البيانات المناخية لـالسويداء ارتفاع 997 مترًا (3271 قدمًا) | البيانات المناخية لـالسويداء ارتفاع 997 مترًا (3271 قدمًا) | البيانات المناخية لـالسويداء ارتفاع 997 مترًا (3271 قدمًا) | البيانات المناخية لـالسويداء ارتفاع 997 مترًا (3271 قدمًا) | البيانات المناخية لـالسويداء ارتفاع 997 مترًا (3271 قدمًا) | البيانات المناخية لـالسويداء ارتفاع 997 مترًا (3271 قدمًا) | البيانات المناخية لـالسويداء ارتفاع 997 مترًا (3271 قدمًا) | البيانات المناخية لـالسويداء ارتفاع 997 مترًا (3271 قدمًا) |
| الشهر                                                    | يناير                                                    | فبراير                                                   | مارس                                                     | أبريل                                                    | مايو                                                     | يونيو                                                    | يوليو                                                    | أغسطس                                                    | سبتمبر                                                   | أكتوبر                                                   | نوفمبر                                                   | ديسمبر                                                   | المعدل السنوي                                            |
| -------------------------------------------------------- | -------------------------------------------------------- | -------------------------------------------------------- | -------------------------------------------------------- | -------------------------------------------------------- | -------------------------------------------------------- | -------------------------------------------------------- | -------------------------------------------------------- | -------------------------------------------------------- | -------------------------------------------------------- | -------------------------------------------------------- | -------------------------------------------------------- | -------------------------------------------------------- | -------------------------------------------------------- |
| متوسط درجة الحرارة الكبرى °م (°ف)                        | 11.1 (52.0)                                              | 12.1 (53.8)                                              | 15.1 (59.2)                                              | 20.2 (68.4)                                              | 25.6 (78.1)                                              | 29.5 (85.1)                                              | 30.6 (87.1)                                              | 31.2 (88.2)                                              | 29.5 (85.1)                                              | 25.8 (78.4)                                              | 19.7 (67.5)                                              | 13.3 (55.9)                                              | 22.0 (71.6)                                              |
| المتوسط اليومي °م (°ف)                                   | 7.0 (44.6)                                               | 7.8 (46.0)                                               | 10.3 (50.5)                                              | 14.3 (57.7)                                              | 18.5 (65.3)                                              | 21.7 (71.1)                                              | 23.0 (73.4)                                              | 23.5 (74.3)                                              | 21.8 (71.2)                                              | 19.2 (66.6)                                              | 14.6 (58.3)                                              | 9.1 (48.4)                                               | 15.9 (60.6)                                              |
| متوسط درجة الحرارة الصغرى °م (°ف)                        | 3.0 (37.4)                                               | 3.2 (37.8)                                               | 5.5 (41.9)                                               | 8.3 (46.9)                                               | 11.5 (52.7)                                              | 14.1 (57.4)                                              | 15.3 (59.5)                                              | 15.8 (60.4)                                              | 14.3 (57.7)                                              | 12.5 (54.5)                                              | 9.3 (48.7)                                               | 5.0 (41.0)                                               | 9.8 (49.7)                                               |
| الهطول مم (إنش)                                          | 78 (3.1)                                                 | 82 (3.2)                                                 | 68 (2.7)                                                 | 28 (1.1)                                                 | 8 (0.3)                                                  | 0 (0)                                                    | 0 (0)                                                    | 0 (0)                                                    | 2 (0.1)                                                  | 9 (0.4)                                                  | 30 (1.2)                                                 | 59 (2.3)                                                 | 364 (14.4)                                               |
| المصدر: منظمة الأغذية والزراعة                           |                                                          |                                                          |                                                          |                                                          |                                                          |                                                          |                                                          |                                                          |                                                          |                                                          |                                                          |                                                          |                                                          |

## الاقتصاد

### الزراعة
يعتمد اقتصاد محافظة السويداء على الزراعة بشكل أساسي حيث تشتهر بزراعة عدد من المحاصيل والأشجار المثمرة مثل التفاح والعنب والإجاص واللوزيات بكل أنواعها والزيتون والحبوب وأهمها القمح والشعير والحمّص والعدس، وللمحافظة شهرتها الكبيرة بإنتاج العنب الذي يصدر إلى كافة المناطق وتقوم عليه صناعات عديدة.

### الصناعة
تقوم في المحافظة عدد من الصناعات أهمها الصناعات الغذائية المرتبطة بالمحاصيل الزراعية وصناعة المشروبات وتقطير العنب وصناعة العصير الطبيعي، وكذلك صناعة السجاد والاحذية والصناعات البلاستيكية وبعض الصناعات التقليدية التراثية.

## المقومات السياحية

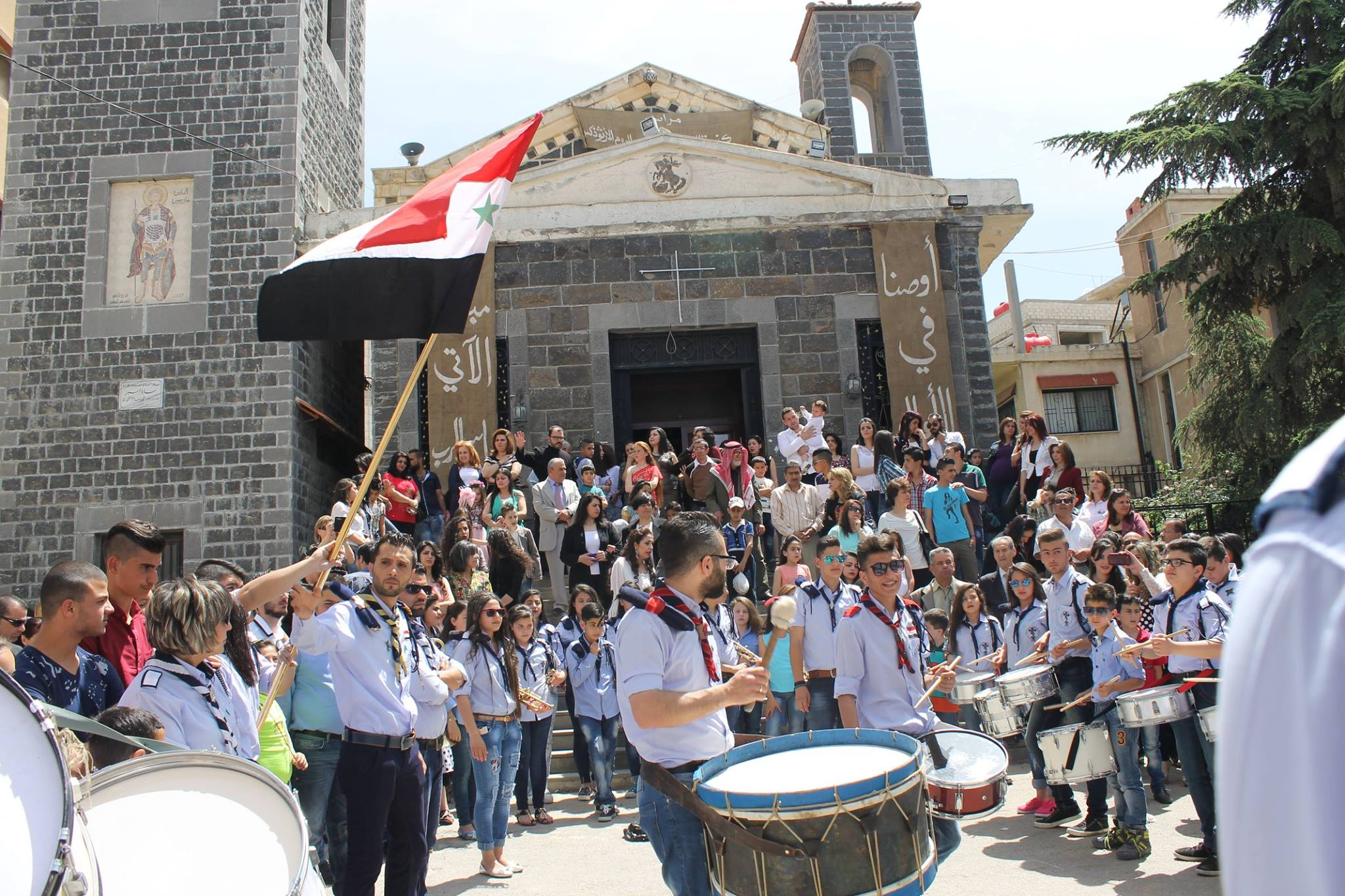
احتفالات الطائفة الأرثوذكسية بعيد القيامة في السويداء.

السويداء أو جبل العرب منطقة جبلية فيها الكثير من الجبال المغطاة بالخضرة والأحراج والغابات الطبيعية كما في الكفر وفي عتيل وقنوات وسليم وعلى امتداد الجبال غرب مدينة السويداء ومنطقة ظهر الجبل حيث المزيد من الكروم والبساتين والخضرة، مناطق ساحرة بطبيعتها وذات مناخ معتدل ومنعش صيفا وبارد في الشتاء، والمحافظة غنية جدا بالآثار من مدن أثرية ومواقع لا تُعد ولا تُحصى من الآثار الرومانية واليونانية، والمدن والبلدات الأثرية أينما اتجهت، لكن نذكر أهم المدن والبلدات والمواقع:
- ناحية المزرعة: وهي ناحية كبيرة تحوي آثار رومانية عديدة.

إضافة لموقعها المميز المتوسط بين محافظة درعا، بصرى الحرير، دمشق، السويدداء، إضافة لأهميتها التاريخية موقع «معركة المزرعة» الشهيرة.
- شهبا (فليبو بوليس) مدينة أثرية إمبراطورية شوارع مرصوفة بوابات معابد مسرح روماني...إلخ
- قنوات (كاناثا) مدينة أثرية قيادية دينية معابد كنائس أبنية إدارية خزانات ساحات أثرية.
- صلخد مدينة أثرية معروفة قديما باسم صلخد تشتهر بقلعتها المهيبة وآثار.
- المجدل وفيها فسيفساء نادرة على مستوى العالم
- عتيل السويداء: معابد وآثار رومانية.
- سليم، معابد، قصور، مسلّة آثار رومانية.
- معبد بريكة، تل الدبة، آثار يونانية ورومانية.
- شقا، معابد، آثار رومانية.
- داما، معابد، آثار رومانية وبيزنطية، دير تاريخي.
- عرمان آثار رومانية منازل خزانات آثار متفرقة.
- بلدة ملح آثار رومانية عديدة.
- قرية تعلا وهي من قرى المقرن الشمالي كانت ملجأ حصين إبّان الحكم العثماني والاحتلال الفرنسي تشتهر بكهوفها ومغاورها التي تمتد عشرات الأمتار تحت الأرض وهي منطقة مرتفعة وشديدة الوعورة.

قرية خازمة: تقع في أقصى الجنوب الشرقي من محافظة السويداء وتمتاز بمناخ مذهل يكسبها ألَقاً دائما وهي قرية صغيرة المساحة بالمقارنة مع باقي قرى المحافظة وعدد السكان المتواجدين فيها لا يتجاوز الألف..قرية خازمة غنية بالمياه الجوفية حيث أن الدولة قامت بحفر ما يزيد عن ال9 آبار غالبيتها مياه صالحة للشرب وتغذي ما يزيد عن 14 قرية في المنطقة.
قرية حبران: تبعد حوالي 15 كم إلى الجنوب الشرقي من السويداء تحوي آثارا رومانية ونبطية (معبد وبقايا قصر أثري وحجارة أثرية مختلفة).
قرية امتان.
مدينة السويداء وفيها كثير من المواقع الأثرية (مدرج قديم وقناطر ومواقع أخرى).
قرية ذكير.
قرية نجران.
قرية عوس.
منطقة سيع (مملكة قديمة) القريبة من قنوات.
خربة الامباشي شمال شرق المحافظة (40 كم من قرية تعلا).
وهناك الكثير الكثير من المواقع الثرية والتاريخية فأنت هنا في أغنى مناطق الآثار فلا تكاد توجد قرية أو بلدة إلّا وفيها آثار رومانية أو نبطية أو يونانية أو غيرها على امتداد المحافظة.

## مواقع خارجية
- موقع مديرية سياحة السويداء
- موقع شبكة السويداء
- موقع السويداء نت وورك